# Klenovnik (Varaždin)
Pour les articles homonymes, voir Klenovnik.
Klenovnik est un village et une municipalité située dans le comitat de Varaždin, en Croatie. Au recensement de 2001, la municipalité comptait 2 278 habitants, dont 99,47 % de Croates et le village seul comptait 1 051 habitants.

## Localités
La municipalité de Klenovnik compte 6 localités :
| - Dubravec - Goranec - Klenovnik | - Lipovnik - Plemenšćina - Vukovoj |